# Federico Browne
Federico Browne (n. 7 de abril de 1976 en Buenos Aires, Argentina) es un exjugador profesional de tenis argentino. Se lo recuerda por haber sido el N.º 1 del mundo en juniors del año 1994, ganando 74 partidos consecutivos y 10 títulos en la gira sudamericana de la categoría durante los primeros tres meses del año.

Su paso al profesionalismo fue traumático por las lesiones y la falta de motivación y nunca llegó a cumplir las expectativas que se tenían sobre el. Alcanzó su mejor posición en 2003 cuando llegó a ocupar el puesto nº 103 del ranking mundial. En dobles alcanzó una final en un torneo ATP y alcanzó el puesto nº 77 del ranking mundial. Jugó su último torneo en abril de 2005.

## Torneos ATP (0)

### Dobles

#### Finalista (1)
| N.º | Fecha                 | Torneo       | Superficie    | Pareja          | Oponentes en la final         | Resultado      |
| --- | --------------------- | ------------ | ------------- | --------------- | ----------------------------- | -------------- |
| 1.  | 16 de febrero de 2004 | Buenos Aires | Tierra batida | Diego Veronelli | Lucas Arnold Ker Mariano Hood | 5-7 7-6(2) 4-6 |

## Torneos Challengers (3)

### Individuales (3)

#### Títulos
| N.º | Fecha                   | Torneo           | Superficie    | Oponente en la final | Resultado      |
| --- | ----------------------- | ---------------- | ------------- | -------------------- | -------------- |
| 1.  | 6 de diciembre de 1999  | Ciudad de México | Tierra batida | Gastón Etlis         | 4-6 7-6(4) 6-4 |
| 2.  | 9 de septiembre de 2002 | Donetsk          | Tierra batida | Simon Greul          | 6-2 6-1        |
| 3.  | 28 de octubre de 2002   | Isla Reunión     | Dura          | Razvan Sabau         | 6-0 4-6 7-5    |